# Arturo Chelini
El pintor Arturo Chelini nace en Lucca, Italia, el 9 de diciembre de 1877 y fallece en la misma ciudad el 4 de enero de 1942.

## Biografía
Después de haber frecuentado el Instituto de Bellas Artes de su ciudad natal, se transfirió a la Escuela Profesional de Florencia. Su excelentes capacidades lo hicieron sobresalir rápidamente y fue invitado a proseguir sus estudios de perfeccionamiento en Venecia. En esta ciudad en efecto, por aquellos años recogía los estudiantes más talentosos, ofreciendo los maestros más acreditados. En ese período Chelini se acercó con suceso a la moda de los pintores "lunáticos".
Sus maestros fueron Michele Marcucci, Luigi Nono, y finalmente Alceste Compriani. Este último lo adoptó como alumno preferido, y cuando desde la Academia de Nápoles fue invitado a dirigir la de Locca (1900-1921), quiso contar con la valiosa colaboración del joven Chelini, a esta altura ya habilitado para la enseñanza. 
El maestro, a pesar de participar en importantes muestras, prácticamente no se movió más de su tierra natal, donde fallece en 1942.

## Su obra
En sus obras utilizó técnicas diversas, algunas veces conscientemente mezcladas: lápiz, pastel, acuarela, y tinta china. Óptimo paisajista, el Museo Nacional de "Palazzo Mansi"  y la Pinacoteca Nacional de Lucca disponen entre otros de: el cuadro "l'Ozzeri a Montuolo" primoroso en el diseño, (se recuerda el cuadro "La Viuda", de fuerte contenido sicológico). También se ha dedicado a la actividad de decorador, en particular decoró la iglesia de San Martín, patrono de Limano en Baños de Lucca, y varias residencias señoriales de Lucca.
Mencionado en todos los diccionarios de pintura, ocupa una posición destacada entre los "macchiaioli" (se pronuncia maquiaioli) de fines de ochocientos toscano.
Si trova nella parte alta del paese. E’ un’armonica costruzione a tre navate di stile rinascimentale. Il suo interno è stato artísticamente decorato, per quanto riguarda il coro, da Arturo Chelini